# Ненлюмкіна Зоя Миколаївна
Зоя Миколаївна Ненлюмкіна (нар. 17 січня 1950, Наукан, Чукотський автономний округ, РРФСР, СРСР) — ескімоська поетеса з народу наукани.

## Життєпис
Народилася 17 січня 1950 року в науканському поселенні Наукан. У 1972 році закінчила педагогічне училище в Анадирі. Вела ескімоські радіопередачі на місцевому радіо. Працювала вчителем.
Перший збірник віршів Зої Ненлюмкіної під назвою «Тыгмеӷит Нувуӄам» (Птахи Наукана) російською та мовою наукан з'явився у 1979 році в Магадані та був відзначений премією Магаданського комсомола. Пізніше були опубліковані й інші збірки: «Де ти?» (1986), «Чарівна камлейка» (1987), «Йти за сонцем» (1988), «Весна щастя» (1990). Також нею була написана збірка дитячих віршів «Погуляй зі мною, сонечку!» (Ангилгутыклъакын, масарагак!, 1985). Ненлюмкіна першою переклала ескімоською мовою вірш Лермонтова «Біліє парус одинокий». У 2002 році стала лауреатом премії імені Юрія Ритхеу. Вірші Ненлюмкіної видавались також у Данії, Франції та США.
Зараз Зоя Ненлюмкіна живе у місті Анадир.

## Цитати
У 1978 році Зоя Ненлюмкіна сказала:
|  | Мудрі старі ескімоси з покоління в покоління вчили молодь, що людина живе правильно тільки тоді, коли віддана землі, своєму народові і якщо у людини [її] справа та Батьківщина у самого серця |